# Amadeu da Bélgica
Amadeu Maria José Carlos Filipe Paola Marcos de Aviano (Amedeo Marie Joseph Carl Pierre Philippe Paola Marcus d'Aviano; Woluwe-Saint-Lambert, 21 de fevereiro de 1986) é o filho mais velho da princesa Astrid da Bélgica e de seu marido, Lorenzo da Áustria-Este. É neto de Alberto II da Bélgica e sobrinho do Rei Filipe da Bélgica e ocupa o sexto lugar na linha de sucessão ao trono belga , atrás dos quatro filhos de Filipe e de sua mãe.
Amadeu possui quatro irmãos mais novos: Maria Laura (nascida em 1988), Joaquim (nascido em 1991), Luísa Maria (nascida em 1995) e Letícia (nascida em 2003).
É casado, desde julho de 2014, com Elisabetta Rosboch von Wolkenstein, com que tem dois filhos, Ana Astrid e Maximilian.

## Nascimento e batismo
O príncipe Amadeu nasceu na Clínica Universitária St. Luc, localizada em Woluwe-Saint-Lambert na Bélgica. Ele é o primeiro neto dos reis eméritos da Bélgica, Alberto II e Paula.
Ele é o primeiro nascido no geral da princesa Astrid da Bélgica e de seu marido, Lorenzo da Áustria-Este, que é o chefe de um ramo cadete da Casa de Habsburgo-Lorena.
Foi batizado Amadeu Maria José Carlos Filipe Paola Marcos de Aviano, e seu padrinhos foram:
- o então Filipe, Duque de Brabante, seu tio materno;
- e a rainha Paola da Bélgica, sua avó materna;

Ele tem quatro irmãos menores, que são:
- Maria Laura da Bélgica (nascida em 1988);
- Joaquim da Bélgica (nascido em 1991);
- Luísa da Bélgica (nascida em 1995);
- Letícia da Bélgica (nascida em 2003)

## Educação e interesses
Depois de fazer parte de seu ensino secundário na escola jesuíta de Sint-Jan Berchmans, em Bruxelas, Amadeu terminou a sua educação no ensino secundário na particular e co-educacional escola de Sevenoaks School, localizada em Kent na Inglaterra, entre 2001 e 2004.
Logo após concluir o ensino secundário, o príncipe passou um ano na Academia Militar Real da Bélgica. Amadeu completou o serviço militar e é um oficial da reserva do Exército Belga.
Em setembro de 2005, passou a frequentar a Escola de Economia e Ciência Política de Londres, onde graduou-se em 2008 com um Bachelor of Science (BSc), Management, e tirou uma licença antes de entrar no ramo profissional.
Entre julho de 2009 e junho de 2012, Amadeu trabalhou para Deloitte, na cidade de Nova Ioque, como analista de negócios a partir de julho de 2009 a junho de 2011 e como consultor de gestão em estratégia e operações a partir de julho de 2011 a junho de 2012. Trabalhou como analista de pesquisa estagiário na Accumulus Capital Management LLC de agosto a dezembro de 2012.
Durante 2013 e 2014, Amadeu retomou os seus estudos, obtendo um mestrado em administração de negócios na Columbia Business School, da Universidade Columbia. Depois disso, ele começou a trabalhar como consultor de gestão na McKinsey & Company, na cidade de Bruxelas.

## Noivado e casamento

### Noivado
Em 15 de fevereiro de 2014, a casa real belga anunciou o compromisso matrimonial entre o príncipe Amadeu e Elisabetta Rosboch, uma aristocrata de origem italiana.

### Casamento
No dia 5 de julho de 2014, na Basílica de Santa Maria em Trastevere, o príncipe Amadeu casou-se com a Elisabetta "Lili" Maria Rosboch, na presença de toda a família real belga (com exceção de sua tia-avó, a rainha Fabíola). A noiva é a única filha do produtor de cinema Ettore Rosboch von Wolkenstein e da Condessa Lilia de Smecchia.
Alguns membros de outras dinastias também estiveram presentes na cerimônia, como a princesa Beatriz de Iorque (neta de Isabel II do Reino Unido), Margarida de Liechtenstein e seu marido, Nicolau de Liechtenstein, e Jean-Christophe Napoléon.

## Paternidade
Em abril de 2016, a casa real belga anunciou, através de um comunicado oficial, que o príncipe Amadeu e sua esposa, Elisabetta, estavam a espera de seu primeiro filho para maio do mesmo ano.
"O príncipe e a princesa Amadeu da Bélgica têm a grande alegria de anunciar o nascimento de seu primeiro filho, uma menina, nascida às 3h30am no Hospital Saint-Pierre, em Bruxelas. Suas famílias estaã a compartilhar esta grande felicidade. Sua filha pesa 3,3kg e mede 52 centímetros. Mãe e filha se encontram bem", dizia um comunicado oficial divulgado em 17 de maio de 2016.
A bebê, chamada a Ana Astrid da Áustria-Este, é a primeira neta de Astrid e Lorenzo, e a primeira bisneta de Alberto II da Bélgica e Paola, Consorte da Bélgica. Além disso, ocupa o sétimo lugar na linha de sucessão ao trono belga, logo após o seu pai e sua avó.
Em 06 de setembro de 2019, o casal teve o seu segundo filho, chamado Maximilian. A nota divulgada no dia 07 de setembro por seu nascimento dizia: "O Príncipe Amedeo e a Princesa Elisabetta têm a grande felicidade de anunciar o nascimento de um filho, no dia 06 de setembro, às 21h05, no Hospital Saint-Pierre de Bruxelas. O bebê pesa 3,3 quilos e mede 50cm. A mãe e a criança passam bem."
Nota: Devido a um decreto real emitido pelo tio materno de Amadeu, o rei Filipe da Bélgica, para limitar o número de membros da família real belga que carregam títulos reais, os seus filhos não serão denominados como príncipes ou princesas da Bélgica.

## Direitos de sucessão ao trono belga
Em 1991, Amadeu havia obtido, juntamente com sua mãe e irmãos mais novos, os direitos de sucessão ao trono belga. Em 1993, o seu avô materno acedeu ao trono como rei Alberto II da Bélgica e ele se tornou o terceiro na linha de sucessão ao trono belga, após o seu tio materno, Filipe, e sua mãe.
Em 1999, com o casamento de Filipe com Matilde da Bélgica, em 1999, a perspectiva de Amadeu herdar o trono foi substancialmente diminuída, devido ao provável nascimento de um herdeiro desse casamento.
Em 2001, com o nascimento da sua prima, a a princesa Isabel, Duquesa de Brabante, atual herdeira aparente belga do rei Filipe, ele caiu o seu lugar na Linha de sucessão ao trono belga até a quarta posição e, eventualmente, para a sétima posição, após o nascimento dos príncipes Gabriel da Bélgica e Emanuel da Bélgica, e também da princesa Leonor da Bélgica, a quarta e última dos filhos de Filipe.
Em 21 de julho de 2013, a abdicação de seu avô, Alberto II da Bélgica, promoveu-o a sexto na linha de sucessão ao trono belga.
Embora o anúncio do noivado de Amadeu tenha sido publicado no site oficial da família real belga, a autorização não dinástica para o seu casamento foi publicada antes da cerimônia, como previsto no artigo 85° da Constituição belga. A especulação nos meios de comunicação incluiu um comentador na parada militar de La Une que, em 21 de julho de 2014, durante o Dia Nacional da Bélgica, alegou que nenhuma autorização real foi anunciada porque o príncipe intencionalmente optou por não pedir permissão para se casar, e, portanto, Amadeu já havia sido desconsiderado na linha de sucessão ao trono belga.
Em 28 de julho de 2015, Le Soir, juntamente com outros meios de comunicação, confirmou que Amadeu havia renunciado o seu lugar na linha de sucessão ao trono belga porque queria viver uma vida independente, livre de qualquer papel oficial. Em 12 de novembro de 2015, no entanto, mais de um ano após o casamento, um decreto real que expressa autorização retroativa do rei Filipe da Bélgica para o casamento foi anunciado no Moniteur Belge . Alguns políticos belgas se opuseram ao decreto real por razões constitucionais. Este decreto foi chamado de "Amedeogate".

## Títulos e estilos
- 21 de fevereiro de 1986 - 02 de dezembro 1991: Sua Alteza Imperial e Real, arquiduque Amadeu da Áustria-Este, Príncipe Imperial da Áustria, Príncipe Real da Hungria e Boêmia
- 02 de dezembro de 1991 - presente: Sua Alteza Imperial e Real, príncipe Amadeu da Bélgica, Arquiduque da Áustria-Este, Príncipe Imperial da Áustria, Príncipe Real da Hungria e Boêmia

Todos os filhos do arquiduque da Áustria-Este, Lorenzo, ostentarão o título "Príncipe/Princesa da Bélgica" por decreto real belga de 2 de dezembro de 1991, além de seus títulos austríacos: "Arquiduque/Arquiduquesa da Áustria-Este", "Príncipe/Princesa Imperial da Áustria", "Príncipe/Princesa Real da Hungria e Boêmia", "Príncipe/Princesa de Modena". Internacionalmente, Amadeu é denominado brevemente como "SAI&R Príncipe Amadeu da Bélgica, Arquiduque da Áustria-Este".